# Водограй (заказник)

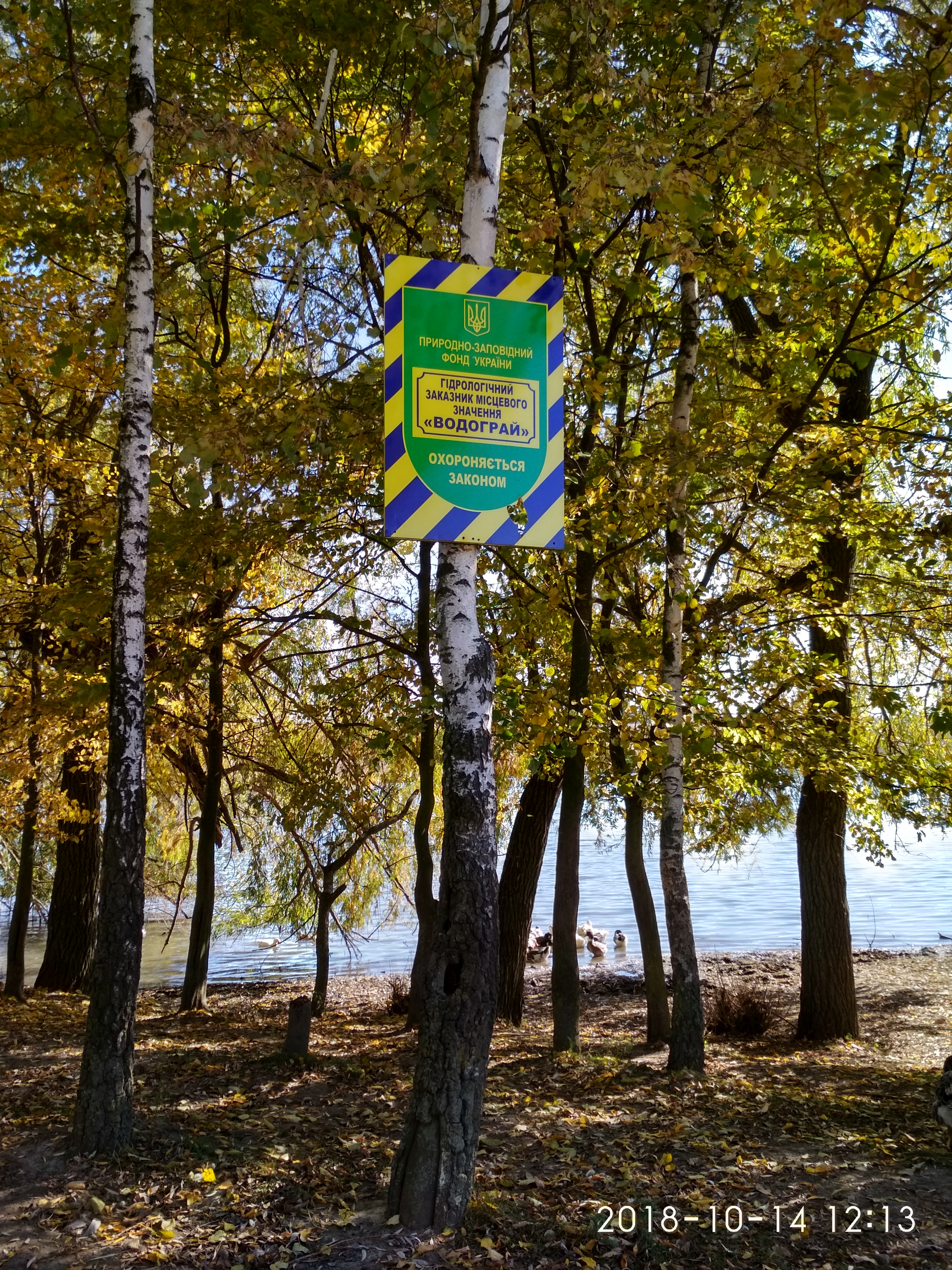
Табличка заказника

Водограй — гідрологічний заказник місцевого значення.
Розташований на ставку у руслі р. Немія на східній околиці смт Копайгород Барського району Вінницької області Оголошений відповідно до рішення Рішення 16 сесії Вінницької облради 6 скликання від 20.06.2013 р. №548. 
Територія є водним об’єктом, на якому зростає водно-болотна рослинність: очерет звичайний, рогіз широколистий, стрілолист стрілолистий. На берегах – вільха чорна, калюжниця болотна.